# Acrocephalus aequinoctialis
Il bokikokiko (Acrocephalus aequinoctialis (Latham, 1790)), chiamato anche cannaiola dell'isola di Natale (o di Christmas) è una specie di uccello della famiglia degli Acrocephalidae. Si trova solo sulle isole Christmas e Washington dello stato delle Kiribati.

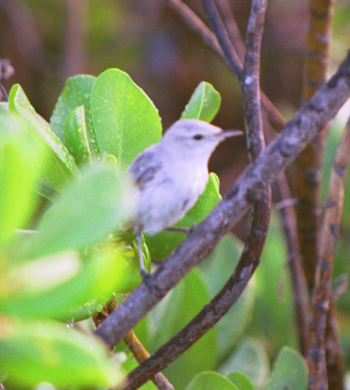

## Sistematica
Acrocephalus aequinoctialis ha 2 sottospecie:
- Acrocephalus aequinoctialis aequinoctialis  (Latham, 1790)
- Acrocephalus aequinoctialis pistor (Teraina)